# Marcos Valente
Marcos André Costa Valente (Penafiel, 4 febbraio 1994) è un calciatore portoghese, difensore del Lourosa.

## Palmarès

### Club

#### Competizioni nazionali
- Segunda Liga: 2

Paços Ferreira: 2018-2019
Estoril Praia: 2020-2021